# Лаура Коритон
Лаура Коритон (англ. Laura Coryton; (1993 ) — британська феміністська активістка та письменниця, яка організувала Stop Taxing Periods, кампанію зі скасування податку на тампони у Сполученому Королівстві та звільнення менструальних засобів від ПДВ. Керує соціальним підприємством Sex Ed Matters про стосунки та статеве виховання. 2019 року Коритон опублікувала свою першу книгу «Говори!», посібник для дівчаток-бунтарок.
Коритон була названа однією з «Нових радикалів» журналом The Observer та НУО Nesta у 2016 році. У грудні 2016 року Бі-бі-сі включила її до свого списку п'яти жінок, яких немає у Вікіпедії, але вони повинні там бути (разом з Хатун Каді, Стефані Гарві, Тесс Асплунд та Джудіт Вебб).

## Походження та кар'єра
Народилася Лаура Коритон 28 травня 1993 року в Девоні у Великій Британії. Коритон закінчила Голдсмітс в 2015 році і працювала в Лейбористській партії, перш ніж отримати в Оксфордському університеті диплом з відзнакою освітнього ступеня магістра жіночих досліджень. Вона також була обрана послом британської благодійної організації The Eve Appeal, яка підвищує обізнаність та фінансує дослідження в галузі гінекологічного раку, та організувала проєкт Homeless Period Project — кампанію щодо підтримки доступу бездомних жінок до продуктів менструального циклу.

## Кампанія Stop Taxing Periods
Коритон розпочала кампанію Stop Taxing Periods у травні 2014 року, коли була студенткою у Голдсмітс. Кампанія була зосереджена на підтримці онлайн-петиції на Change.org. На початок 2016 року петиція набрала понад 320 000 підписів і здобула світову популярність. Stop Taxing Periods також організовувала протести, демонстрації та використовувала вірусні соціальні медіа.
У 2015 році кампанія отримала підтримку британського прем'єр-міністра Девіда Кемерона, який визнав, що скасування податку на цей вид продукції бажане, але поки що не відбувається через особливості регулювання. Директорка Change.org у Великій Британії Брі Роджерс назвала діяльність Коритон успішним прикладом склективізму та впливу політичної активності в Інтернеті на національну політику.
У березні 2016 року англійський парламент ухвалив поправку до податку на тампони, запропоновану депутаткою Паулою Шерріфф. Зокрема, канцлер Джордж Осборн зобов'язався у бюджеті звільнити менструальні засоби від податку на продаж. З 1 січня 2021 року у Великій Британії скасовано ПДВ на санітарні товари.

## Sex Ed Matters
У 2019 році Коритон стала співзасновницею соціального підприємства Sex Ed Matters («сексуальна освіта має значення»), присвяченого стосункам та статевому вихованню. Організація, якою вона керує разом зі своєю сестрою-близнючкою Джулією, покликана за допомогою семінарів і ресурсів допомагати школам реалізовувати аспекти нової навчальної програми RSE, включаючи навчання питанням, пов'язаним з менструальним циклом та правами ЛГБТ.